# Босковски, Вилли
Вилли Босковски (нем. Willi Boskovsky; 16 июня 1909, Вена, Австро-Венгрия, — 21 апреля 1991, Висп, Швейцария) — австрийский скрипач и дирижёр, брат кларнетиста Альфреда Босковского.
Окончил Венскую академию музыки, ученик Эрнста Моравеца. В 1936—1979 годах концертмейстер Венского филармонического оркестра — позиция исключительной значимости с учётом того обстоятельства, что этот оркестр традиционно не имеет главного дирижёра. В 1955—1979 годах в обязанности Босковски, помимо прочего, входило руководство знаменитыми Венскими новогодними концертами.
Одновременно с 1969 года Босковски руководил Венским оркестром Иоганна Штрауса. Босковски часто дирижировал на манер самого Штрауса, со скрипкой в руке, и вообще считался носителем штраусовской традиции. Помимо этого, Босковски осуществил запись всех танцев и маршей Моцарта, на 10 дисках, во главе ансамбля, созданного из музыкантов Венского филармонического.
С другой стороны, Босковски был видным ансамблевым музыкантом: он стоял во главе собственного струнного квартета, который во многих случаях дополнялся четырьмя другими музыкантами (контрабас, кларнет, фагот и валторна) до состава под названием Венский октет. Среди многочисленных записей Квартета Босковски и Венского октета — камерные сочинения Моцарта, Шуберта, Мендельсона, Шпора, Дворжака и др.